# Горно Клещино
Горно Клѐщино или Горна Клѐщина (произношение в местния говор Клѐшчино на гръцки: Άνω Κλεινές, Ано Клинес, катаревуса Άνω Κλειναί, Ано Клине, до 1926 година Άνω Κλέστινα, Ано Клестина) е село в Република Гърция, в дем Лерин (Флорина), област Западна Македония.

## География
Селото е разположено на Стара река (Палио Рема) на 7 километра северозападно от демовия център Лерин (Флорина) западно от Долно Клещино (Като Клинес), в подножието на планината Пелистер, в северозападния край на Леринското поле близо до границата със Северна Македония.

## История

### В Османската империя
Църквата в центъра на селото, според едни сведения посветена на Свети Николай, а според други на Света Параскева, е разрушена от османците и на нейно място е построено мюсюлманско училище, запазено до 1924 година. Западно от селото е манастирът „Свети Илия“, а на изток е имало друг манастир „Свети Прокопий“, също разрушен от албанци мюсюлмани. Иконите от манастира са преместени в едноименната църква в Кладороби.
В 1848 година руският славист Виктор Григорович описва в „Очерк путешествия по Европейской Турции“ Клещина като българско село. В 1861 година Йохан фон Хан на етническата си карта на долината на Вардар отбелязва Горно Клещино като българско село. Александър Синве („Les Grecs de l’Empire Ottoman. Etude Statistique et Ethnographique“), който се основава на гръцки данни, в 1878 година пише, че в Кластини (Klastini), Мъгленска епархия, живеят 540 гърци. В „Етнография на вилаетите Адрианопол, Монастир и Салоника“, издадена в Константинопол в 1878 година и отразяваща статистиката на населението от 1873 година Клещени (Klechténi) е посочено като село в Леринска каза с 200 домакинства и 600 жители българи. В 1889 година Стефан Веркович пише, че в селото живеят 156 български семейства (752 души).
Според статистиката на Васил Кънчов („Македония. Етнография и статистика“) в 1900 Горно Клещино има 350 жители арнаути мохамедани.
На Етнографската карта на Битолския вилает на Картографския институт в София от 1901 година Горно Клещина е чисто албанско село в Леринската каза на Битолския санджак с 60 къщи.
По-късно в него купуват имоти българи от селата Буф, Турие и Битуша и селото става със смесено население.
При избухването на Балканската война в 1912 година един човек от Клещино (Горно или Долно) е доброволец в Македоно-одринското опълчение.

### В Гърция
През войната селото е окупирано от гръцки части и остава в Гърция след Междусъюзническата война. Боривое Милоевич пише в 1921 година („Южна Македония“), че Горна Клещина (Горна Клештина) има 7 къщи славяни християни и 200 къщи арнаути мохамедани. След Гръцко-турската война мюсюлманите се изселват и в селото са настанени гръцки бежанци от Мала Азия и Източна Тракия. В 1928 година селото е смесено местно-бежанско с 85 семейства и 381 души бежанци.
В 1926 година селото е прекръстено на Ано Клине.
Селото не пострадва силно в Гражданската война. Намаляването на населението след войната се дължи на емиграция отвъд океана.
Според изследване от 1993 година селото е смесено „славофонско-бежанско“, като „македонският език“ в него е запазен слабо.
| Име      | Име         | Ново име | Ново име | Описание                                               |
| -------- | ----------- | -------- | -------- | ------------------------------------------------------ |
| Осойо    | Όσογιο      | Скиеро   | Σκιερό   | гора в Баба на ЮЗ от Горно Клещино и на З от Кладороби |
| Густенка | Γκουστένγκα | Тамни    | Θάμνοι   | реката на Горно Клещино (Гусаица, Стара)               |

Преброявания
- 1913 – 749 души
- 1920 – 911 души
- 1928 – 584 души
- 1940 – 740 души
- 1951 – 656 души
- 1961 – 540 души
- 1971 – 267 души
- 1981 – 236 души
- 2001 – 222 души
- 2011 – 179 души

## Личности
Родени в Горно Клещино
- Димитър Г. Черкезов (1885 – ?), македоно-одрински опълченец, роден в Горно или Долно Клещино, четата на Никола Лефтеров, Четвърта рота на Десета прилепска дружина[22]
- Риза Халим от Клещино, арестуван преди април 1904 година, обвинен, че е „откраднал добитък от жителите на село Битуша, което по време на бунта избягало в планината“, осъден на 1 година от Апелативния наказателен съд, лежал в Битолския затвор, амнистиран с общата амнистия от 12 април 1904 година[23]
- Садик Тахир от Клещино, арестуван преди април 1904 година, обвинен, че е „откраднал добитък от жителите на село Битуша, което по време на бунта избягало в планината“, осъден на 1 година от Апелативния наказателен съд, лежал в Битолския затвор, амнистиран с общата амнистия от 12 април 1904 година[23]